# Pierre Spies
Pierre Johan Spies (* 8. Juni 1985 in Pretoria) ist ein südafrikanischer Rugby-Union-Spieler, der als Flügelstürmer und Nummer Acht für die südafrikanische Nationalmannschaft, im Currie Cup für die Blue Bulls und im Super 14 für die Bulls spielt.

## Karriere
Spies ging als Jugendlicher zahlreichen Sportarten wie der Leichtathletik, dem Schwimmen, Tennis und Cricket nach. Unter anderem wurde er südafrikanischer Meister im Diskuswurf und qualifizierte sich für die Jugendweltmeisterschaften im 100-Meter-Sprint. Seine Bestzeit liegt auf dieser Strecke bei 10,7 Sekunden.
Im Jahr 2005 lief Spies mit 19 Jahren erstmals für die Bulls auf. Bereits nach einem Jahr als professioneller Rugbyspieler wurde er in den Kader der südafrikanischen Nationalmannschaft berufen. Gegen Australien kam er zu seinem Debüt. Er galt als sicherer Anwärter für einen Platz in den Reihen der „Springboks“ zur Weltmeisterschaft 2007, jedoch konnte er aufgrund von Blutgerinnseln in der Lunge nicht an dem Turnier teilnehmen. Er kehrte im folgenden Jahr zurück und spielte eine herausragende Saison. Er wurde zum besten Spieler Südafrikas gewählt und war Teil des Teams, das gegen alle britischen Nationalmannschaften im November 2008 gewinnen konnte. Im Jahr 2009 war er Teil des Kaders Südafrikas zur Tour der British and Irish Lions. Die Springboks gewannen die Serie mit 2:1 und sicherten sich zudem den dritten Titel bei den Tri Nations im selben Jahr.

## Privatleben
Spies hat zwei Schwestern und ist seit Dezember 2008 mit Juanne Weidemann verheiratet. Sein Vater gleichen Namens spielte ebenfalls für die Blue Bulls. Er verstarb kurz vor dem Nationalmannschaftsdebüt seines Sohnes.